# Phyla canescens
Phyla canescens är en verbenaväxtart som först beskrevs av Carl Sigismund Kunth, och fick sitt nu gällande namn av Edward Lee Greene. Phyla canescens ingår i släktet Phyla och familjen verbenaväxter. Inga underarter finns listade i Catalogue of Life.